# Matvei Golovinski
Matvei Vasilievitx Golovinski (rus: Матвей Васильевич Головинский, francès: Mathieu Golovinski) (Ivashevka, Imperi Rus; 6 de març de 1865 - Sant Petersburg, URSS; 1920) va ser un escriptor, periodista i activista polític rus-francès. Els crítics que estudien Els Protocols dels Savis de Sió han argumentat que va ser l'autor de l'obra. Aquesta afirmació es veu reforçada pels escrits de l'historiador rus Mikhail Lepekhine, que el 1999 va estudiar arxius francesos prèviament tancats emmagatzemats a Moscou que contenien informació que donava suport a l'autoria de Golovinski. A mitjan dècada de 1930, el testimoni rus en el Judici de Berna havia relacionat al cap del servei de seguretat rus a París, Pyotr Rachkovsky, amb la creació dels Protocols .

## Biografia
Matvei Golovinski va néixer en una família aristòcrata al poble d'Ivashevka (Ивашевка), a Syzransky Uyezd de la Governació de Simbirsk de l'Imperi Rus. El seu pare, Vasili Golovinski (Василий Головинский) era amic de Fyodor Dostoyevsky. Tots dos eren membres del progressista Cercle Petrashevsky, condemnats a la pena capital com a conspiradors i tots dos van ser indultats posteriorment. Vasili Golovinski va morir el 1875 i Matvei Golovinski va ser criat per la seva mare i una mainadera francesa.
Mentre estudiava jurisprudència, Golovinski es va unir a un grup contrarevolucionari antisemita, la Santa Germandat ("Святое Братство"). Després de graduar-se, va treballar per a l' Okhrana, organitzant en secret cobertura progovernamental en la premsa. La carrera de Golovinski va estar a punt de col·lapsar i va haver d'abandonar el país després que Maxim Gorki exposés públicament les seves activitats. A França, va escriure i va publicar articles sobre les assignacions del cap del servei secret rus a París, Pyotr Rachkovsky .
Després de la Revolució d'Octubre de 1917, Golovinsky va canviar de bàndol i va treballar per als bolxevics fins a la seva mort el 1920.

## Autoria delsProtocols
El 19 de novembre de 1999, Patrick Bishop va informar des de París:
La investigació realitzada per un destacat historiador rus, Mikhail Lepekhine, en arxius oberts recentment ha trobat que la falsificació és obra de Mathieu Golovinski, fill oportunista d'una família aristocràtica però rebel que es va dedicar a una vida de treball d'espionatge i propaganda. Després de treballar per al servei secret tsarista, va canviar de bàndol i es va unir als bolxevics. Les troballes del Sr. Lepekhine, publicats a la revista francesa L'Express, semblen aclarir l'últim misteri que queda al voltant dels Protocols.
En el seu llibre de 2001 La qüestió de l'autoria de "Els Protocols dels Savis de Sió", un erudit ucraïnès, Vadim Skuratovsky, ofereix una escrupolosa i extensa anàlisi literària, històrica i lingüística del text original en rus dels Protocols. Skuratovsky proporciona proves que Charles Joly, fill de Maurice Joly (en els escrits del qual es basen els Protocols ), va visitar Sant Petersburg el 1902 i que Golovinsky i Charles Joly van treballar junts a Le Figaro a París. Skuratovsky també rastreja les influències de la prosa de Dostoievski (en particular, El gran inquisidor i Els posseïts ) en els escrits de Golovinsky, inclosos Els protocols .
Al seu llibre El manuscrit inexistent. Un Estudi dels Protocols dels Savis de Sió, l'investigador italià Cesare De Michelis escriu  que la hipòtesi de l'autoria de Golovinski es va basar en una declaració de la princesa Catherine Radziwill, que va afirmar que havia vist un manuscrit dels Protocols escrit per Golovinsky, Rachkovsky i Manusevich el 1905, però el 1905 Golovinsky i Rachkovsky ja havien deixat París i s'havien mudat a Sant Petersburg. Se sabia que la princesa Radziwill era una font poc fiable. A més, els protocols ja havien estat esmentats a la premsa el 1902.
Golovinski havia estat vinculat abans a l'obra; l'escriptor alemany Konrad Heiden el va identificar com a autor dels Protocols en 1944.

## Llibres
- Un nou diccionari anglès-rus i rus-anglès. Londres, 1912. (Moltes edicions posteriors. )

Publicat amb el pseudònim de Doctor Faust:
- Del quadern d'un escriptor. Edició de MM Levin. Moscou, 1910. [Belles-lettres i prosa autobiogràfica]
- El Llibre Negre de les Atrocitats Alemanyes. Sant Petersburg, 1914.
- Una experiència de crítica a la moral burgesa. La traducció d'A. Karelin del francès. Amb pròleg de l'autor. 1919. (El suposat original francès de 1910 no ha estat descobert.)
- Converses amb el meu avi sobre el tifus. Publicat per VM Bonch-Bruevich (Velichkinoj).